# Vincent De Marinis
Vincent De Marinis (18 de mayo de 1993), es un luchador canadiense de lucha libre. Ganó una medalla de bronce en Campeonato Panamericano de 2015. Segundo en Juegos de la Francofonía de 2013.